# Martín Miguel Cortés
Martín Miguel Cortés (Punta Alta, Argentina, 7 de enero de 1983) es un exfutbolista argentino, nacionalizado chileno.Se desempeñaba como mediocampista y su último equipo fue Curicó Unido.
Surgido de las inferiores del Club Rosario Puerto Belgrano y luego River Plate, es el segundo jugador con más partidos disputados en Curicó Unido en el fútbol profesional, con 249 participaciones, siendo capitán, campeón y uno de los más queridos por la hinchada curicana.

## Clubes
| Club                      | País      | Año       |
| ------------------------- | --------- | --------- |
| River Plate               | Argentina | 2004      |
| RAEC Mons                 | Bélgica   | 2004-2005 |
| Defensores de Belgrano    | Argentina | 2005-2009 |
| Ñublense                  | Chile     | 2009-2010 |
| Paysandu Sport Club       | Brasil    | 2011      |
| Curicó Unido              | Chile     | 2011-2012 |
| Andes Talleres            | Argentina | 2012      |
| Deportes Copiapó          | Chile     | 2013-2014 |
| Curicó Unido              | Chile     | 2014-2021 |
| Universidad de Concepción | Chile     | 2021      |
| Curicó Unido              | Chile     | 2022      |

## Palmarés

### Títulos
| Título           | Club         | País      | Año     |
| ---------------- | ------------ | --------- | ------- |
| Primera División | Ríver Plate  | Argentina | 2004-C  |
| Primera B        | Curicó Unido | Chile     | 2016-17 |